# 小行星20503
小行星20503（20503 Adamtazi）是一颗绕太阳运转的小行星，为主小行星带小行星。该小行星于1999年9月7日发现。

## 轨道参数
小行星20503的轨道半长轴为2.9893643 UA，离心率为0.078。